# شامات (مونتانا)
شامات (به انگلیسی: Shawmut) یک منطقهٔ مسکونی در ایالات متحده آمریکا است که در شهرستان ویتلند، مونتانا واقع شده‌است. شامات ۴۲ نفر جمعیت دارد و ۱٬۱۷۵٫۰۲ متر بالاتر از سطح دریا واقع شده‌است.